# Улица Лядова (Казань)
Улица Лядова (тат. Лядов урамы) — улица в микрорайоне Соцгород Авиастроительного района Казани.
Проходит с востока на запад от улицы Копылова до улицы Белинского. Пересекается с улицами Челюскина и Белинского.

## История
Появление улицы связано с развитием «Посёлка Орджоникидзе» (Соцгорода), возникшего в 1930-е годы в связи со строительством авиационного комбината («Казмашстроя»).
Улица Лядова, как и параллельные ей улицы Тимирязева и Белинского, по преимуществу застроена жилыми домами «сталинской архитектуры». Пространство между ними образует историческое ядро «Посёлка Орджоникидзе» (Соцгорода).
Согласно официальной версии, улица названа в честь Анатолия Константиновича Лядова (1855 — 1914) — выдающегося русского композитора, дирижёра и педагога.
При этом существует также версия, что изначально улица была названа в честь Мартына Николаевича Лядова (Мандельштама) (1872 — 1947) — профессионального революционера,  советского партийного деятеля и историка (автора книги «История Российской социал-демократической рабочей партии»).
Напротив улицы Лядова (на выходе её проезжей части на улицу Копылова) расположен центральный (главный) вход в Парк «Крылья Советов» («Парк Ленина»).

## Современное состояние

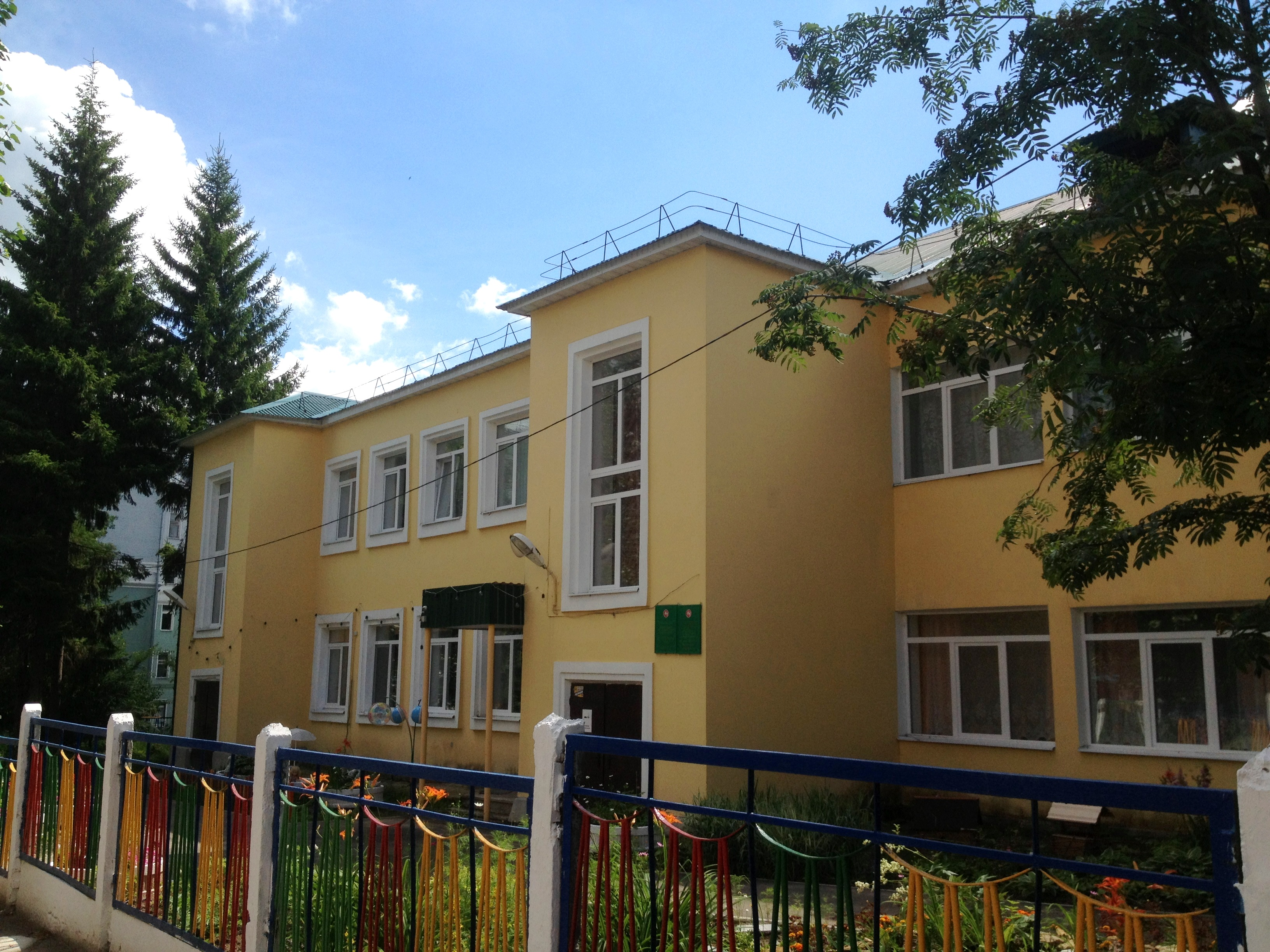
Улица Лядова, дом 3 (детский сад № 36)

Общая протяжённость улицы составляет 675 метров.
На улице Лядова находятся дома с номерами: 1, 2, 3, 4, 5, 6, 7, 8, 9, 9 А, 10, 12, 13, 13 А, 14, 15 и 16.

## Объекты

### Детские сады
- МБДОУ «Детский сад № 36» Авиастроительного района города Казани (ул. Лядова, д. 3, бывший ведомственный Казанского авиазавода[4]), созданное в 1936 году.[5]
- МАДОУ «Детский сад № 392 комбинированного вида с татарским языком воспитания и обучения» Авиастроительного района г. Казани (ул. Лядова, д. 9 А), созданное в 1988 году.[6]

### Школы
- МБОУ «Гимназия № 36» Авиастроительного района г. Казани (ул. Лядова, д. 7), основанное (как «школа № 37») в 1935 году и принятое в 2000 году в организацию «Ассоциированные школы ЮНЕСКО».[7]
- МБОУ «Средняя общеобразовательная школа № 112» Авиастроительного района г. Казани (ул. Лядова, д. 16), основанное в 1957 году.[8]

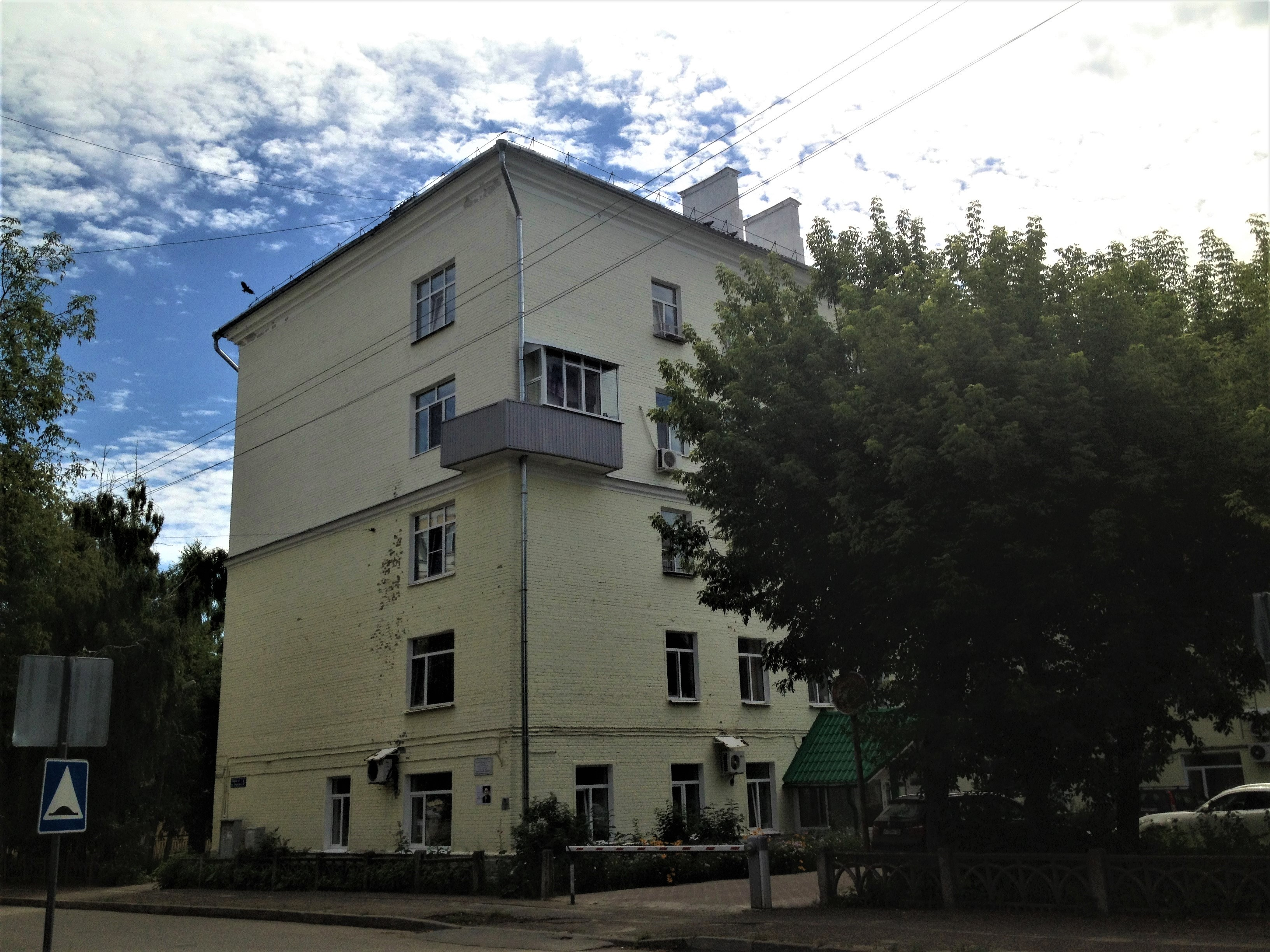
Улица Лядова, дом 5 (в котором жил С. П. Королёв)

## Достопримечательности

### «Дома ИТР»
Часть домов на улицах Лядова и Белинского строили для работников авиационного комбината («Казмашстроя») (главным образом, для инженеров и технического персонала), вследствие чего их стали называть «домами ИТР».
В доме № 5 по улице Лядова в 1944 — 1946 годах жил будущий Генеральный конструктор ракетно-космической промышленности СССР, дважды Герой Социалистического Труда С. П. Королёв (1906/1907 — 1966), работавший в КБ тюремного типа — ОКБ-16 при Казанском авиазаводе № 16.

### Памятник «Сталину-Орджоникидзе»
Между улицами Лядова (МБОУ «Гимназия № 36») и Белинского (дом № 5) располагается небольшой сквер, в центре котором находился «типовой» гипсовый памятник крупному государственному и партийному деятелю, организатору советской тяжёлой промышленности Серго (Григорию) Орджоникидзе (1886 — 1937).
С этим памятником связана одна из городских легенд о том, что на самом деле он является переделанным в эпоху борьбы с «культом личности» и переустановленным памятником И. В. Сталину.
В 2016 году находившийся многие годы в плачевном состоянии памятник был демонтирован. Несмотря на официальные заверения в том, что это было сделано в целях его реставрации, демонтаж памятника, приведший к его разрушению, вызвал негативную общественную реакцию.

### Эвакуационный госпиталь № 2782 (филиал)

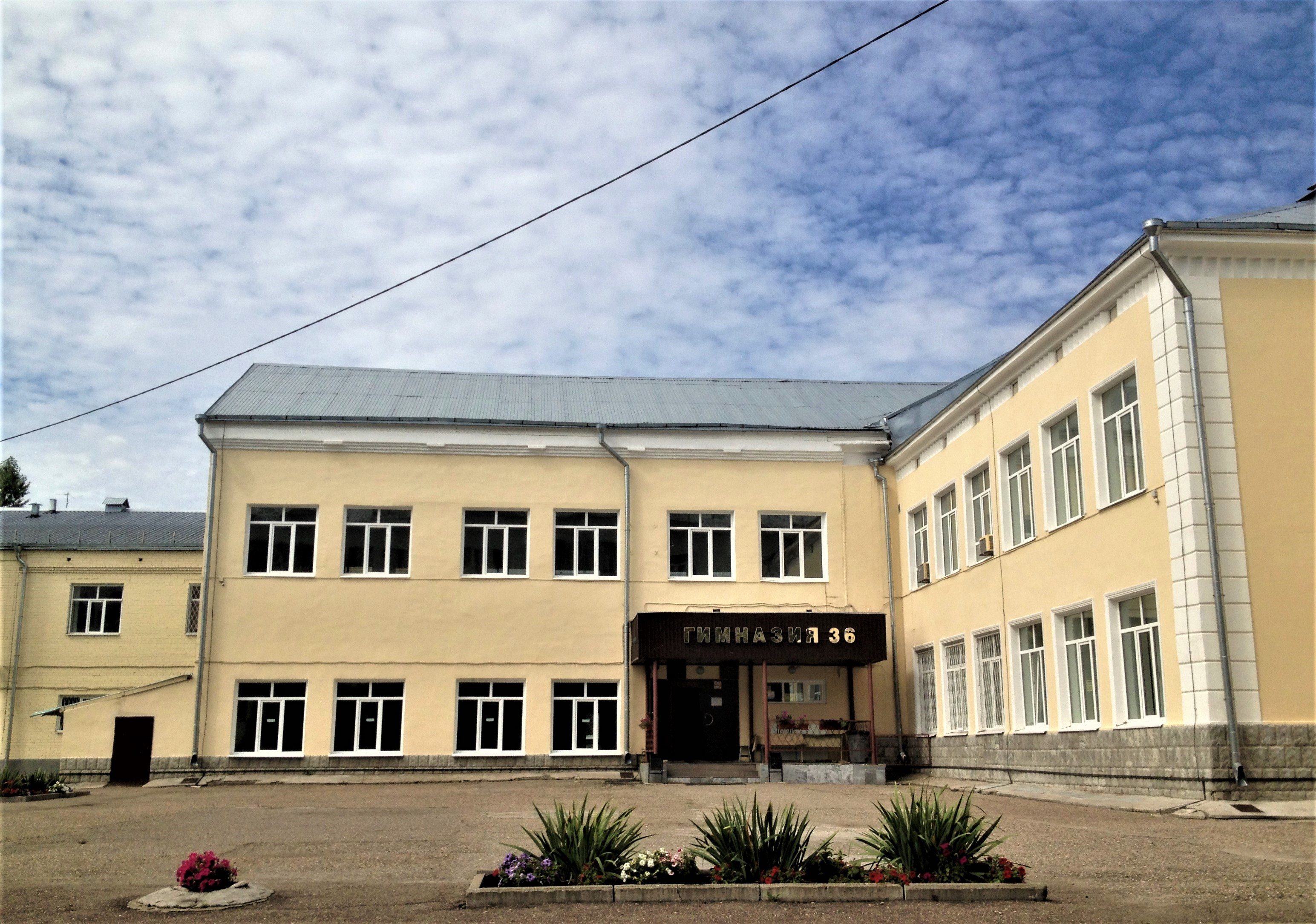
Улица Лядова, дом 7 (гимназия № 36), где находился филиал Эвакуационного госпиталя № 2782

В июле 1941 года в Казани был сформирован Эвакуационный госпиталь № 2782, который размещался в Соцгороде по двум адресам: в помещении школы № 100 (ныне — по ул. Социалистическая, д. 5) и в помещении школы № 37 (ныне МБОУ «Гимназия № 36» — по ул. Лядова, д. 7). Здание школы № 37 филиал госпиталя занимал с 1 октября 1941 года по август 1943 года (начальники: И. Я. Тарнопольский — до 27 апреля 1942 года, военный врач 2 ранга Р. К. Ахмадуллина — с 27 апреля 1942 года по 19 августа 1943 года, капитан медицинской службы Е. Ф. Хорошева — с 19 августа 1943 года по 31 декабря 1945 года).

Госпиталь расположен в Соцгороде Ленинского района в пос. им. С. Орджоникидзе в б. школах № 100 и № 37 в непосредственной близости к оборонным заводам. От города Казани госпиталь находится в 12 километрах, от ближайшей трамвайной остановки 0,5 километра... Основное здание госпиталя (школа № 100) 4-х этажное на 470 хирургических коек, пущено в эксплуатацию 18 августа 1941 года, филиал госпиталя расположен в 400 метрах в 2-х этажном здании на 280 коек, развернул свою работу 1 октября 1941 года». — Филиал ЦАМО РФ (военно-медицинских документов, г. Санкт-Петербург). Ф. 1487. Оп. 10217. Д. 1. Л. 1; Оп. 15763. Д. 1. Л. 1.
В память об этом на здании МБОУ «Гимназия № 36» размещена мемориальная доска с надписью на русском и татарском языках: «В 1941 — 1943 годы в этом здании располагался эвакогоспиталь № 2782».

## Криминальные эпизоды
С улицей Лядова связан один из эпизодов преступной деятельности серийного убийцы О. А. Заикина (1972 — 2006), задушившего 16 мая 2006 года в одном из расположенных на ней домов шестнадцатилетнего подростка.

## Фотографии

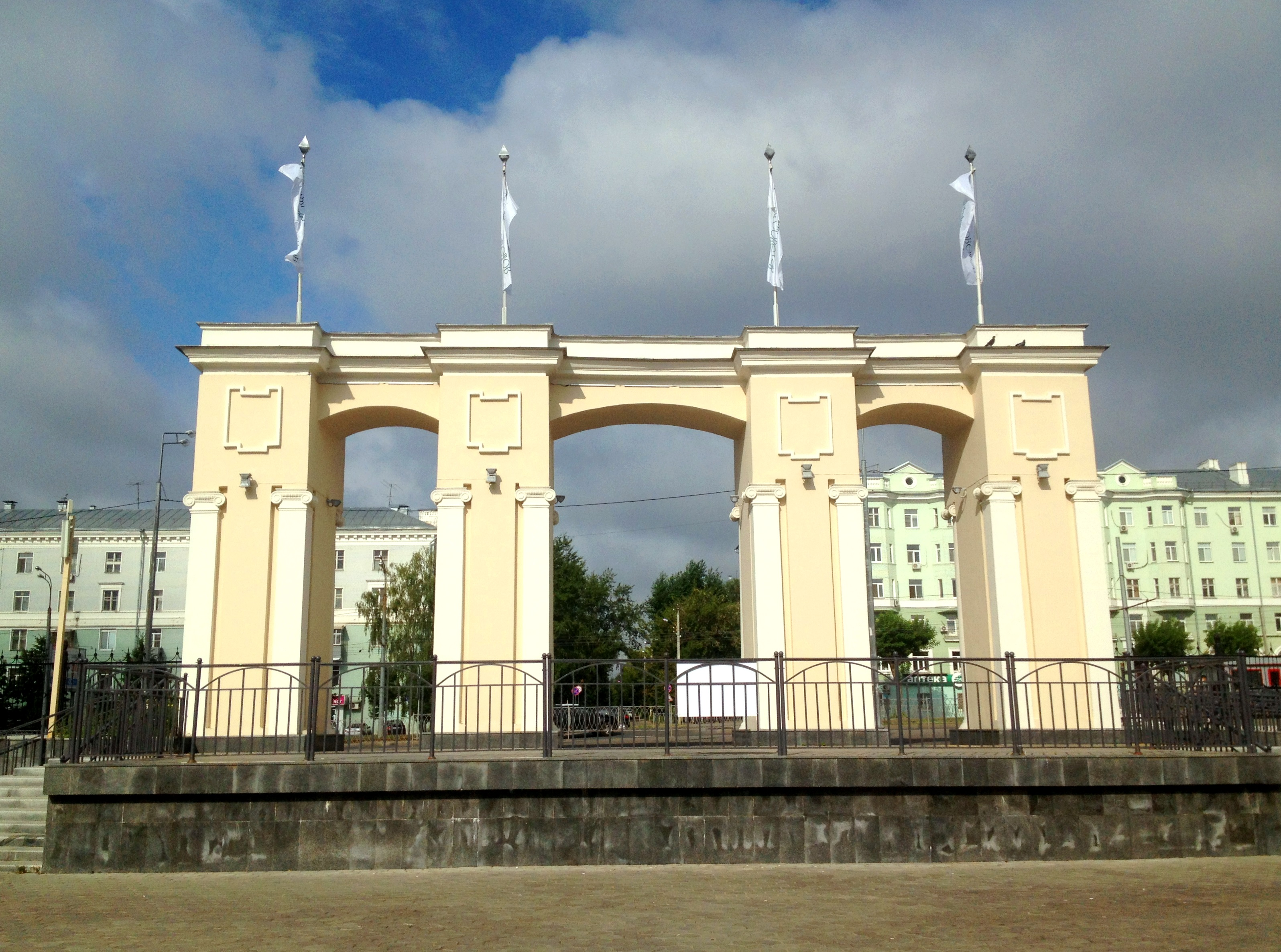
Вид на улицу Лядова через центральный вход в Парк «Крылья Советов»
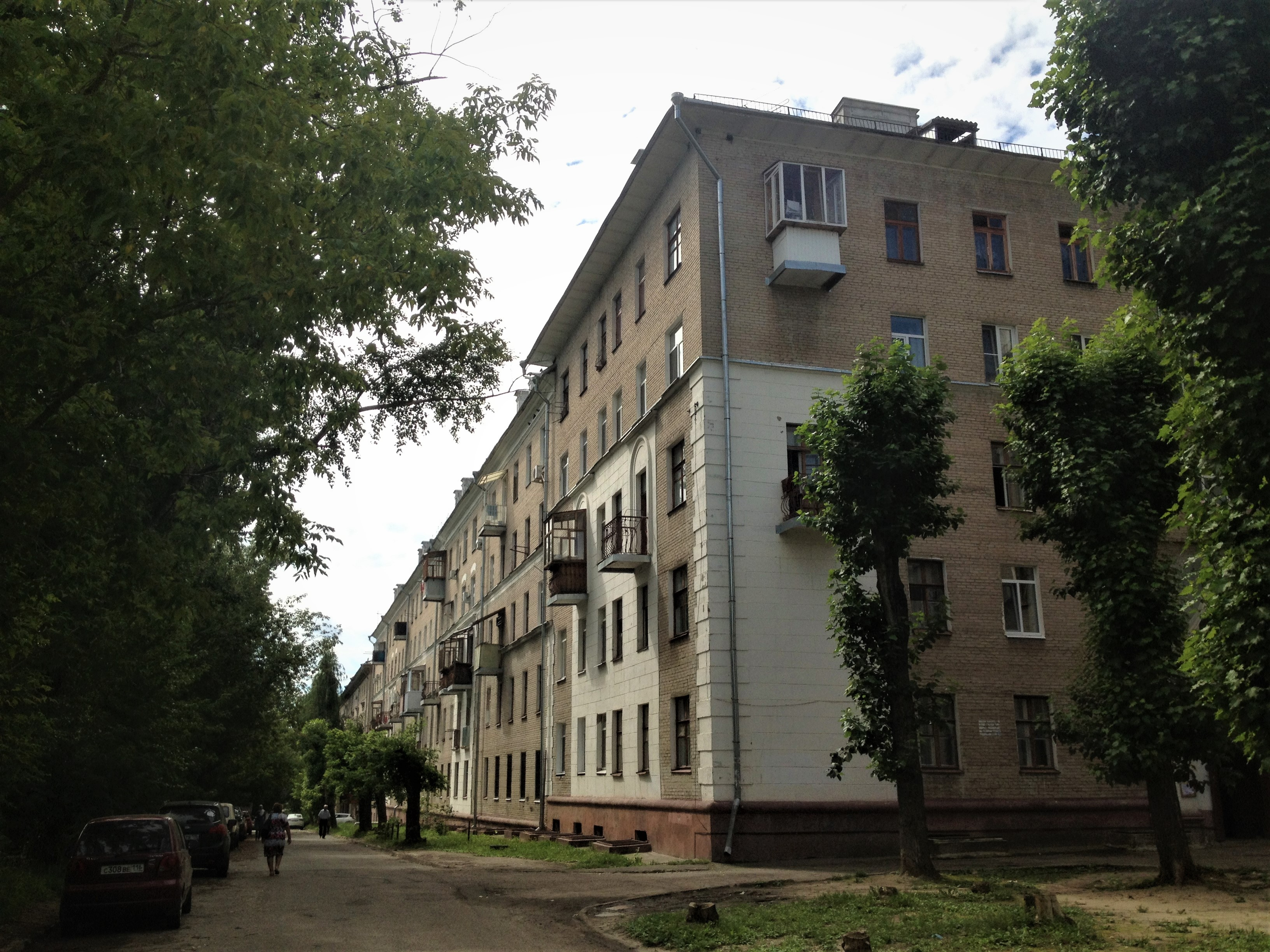
Улица Лядова, дом 9
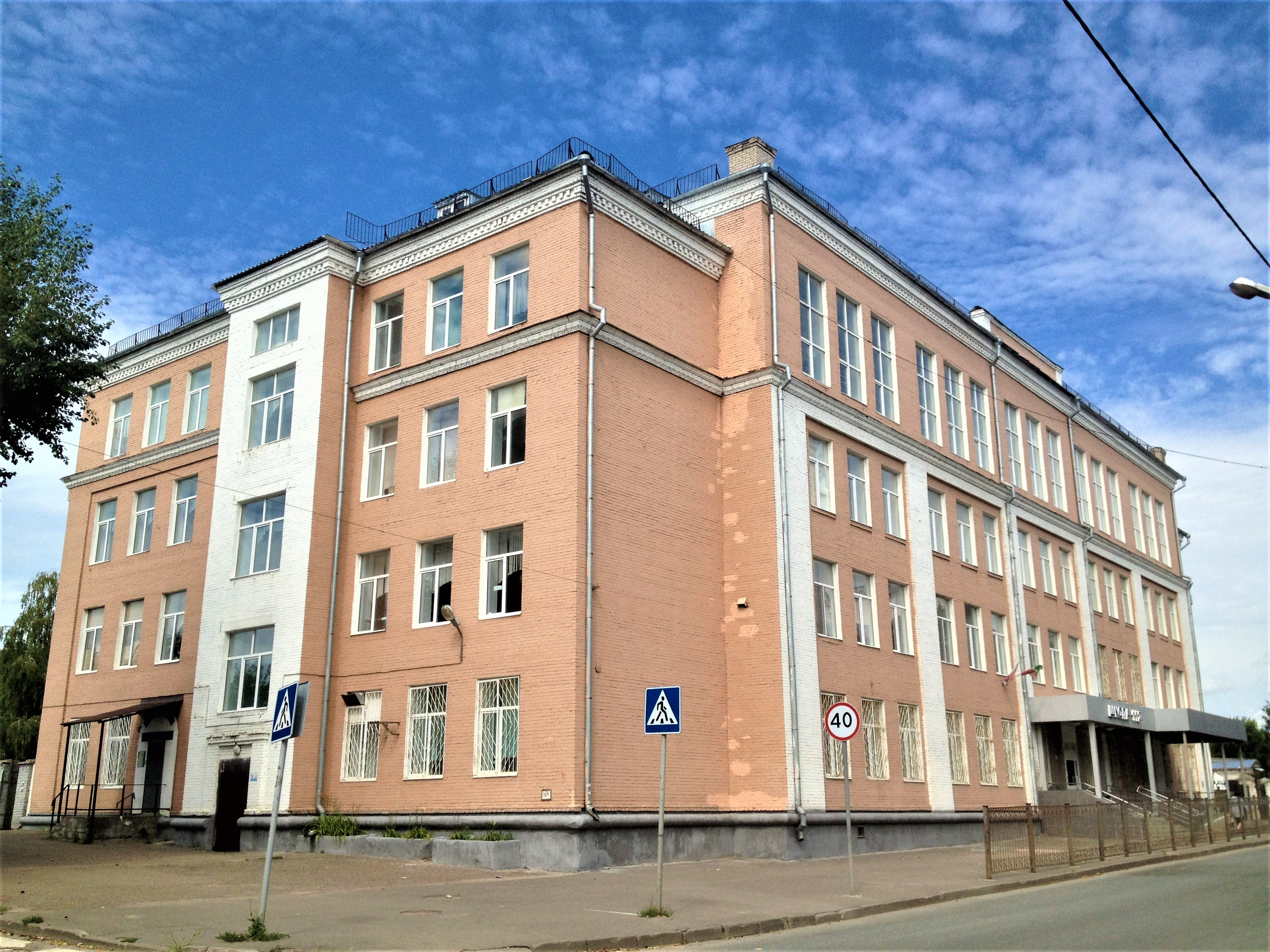
Улица Лядова, дом 16 (школа № 112)